# Papyrus Rylands 463
Papyrus 463 ist eine Kopie des apokryphen Evangeliums der Maria in griechischer Sprache, das mit den Rylands Papyri in der John Rylands Library in Manchester aufbewahrt wird. Es ist ein Papyrus-Manuskript in Rollform. Das Manuskript wurde durch die Paläografie dem dritten Jahrhundert zugeordnet. Es ist eines von drei Manuskripten und eines von zwei erhaltenen griechischen Fragmenten des Evangeliums der Maria. Es ist länger als der Papyrus Oxyrhynchus L 3525 (POxy 3525).

## Beschreibung
Nur ein kleines Fragment eines einzigen Blattes, vermutlich von einer Schriftrolle, überdauerte die Zeit. Das Fragment ist an allen Seiten gebrochen und beinhaltet das Material, das auch auf dem koptischen Manuskript in 7.4-19.5 überliefert ist. Die Rekonstruktion der fehlenden Teile (insbesondere die Anfänge und die Enden der Zeilen) ist keine einfache Aufgabe und man ist auf den koptischen Text angewiesen. Die vervollständigte Gestalt des griechischen Textes kann nur auf Basis der koptischen Fassung von Codex Berolinensis Gnosticus 8502 gemutmaßt werden. Das Manuskript ist fragmentarisch und zeigt dabei zwei Fehler.
Es bestehen einige Unterschiede zwischen dem griechischen Fragment und dem koptischen Text. Die Nomina sacra sind in abgekürzter Form geschrieben. Der Text wurde von C. H. Roberts im Jahr 1938 herausgegeben. Heute befindet sich das Manuskript unter der Signatur Gr. P. 463 in der John Rylands Library in Manchester.